# Andrea Bianco

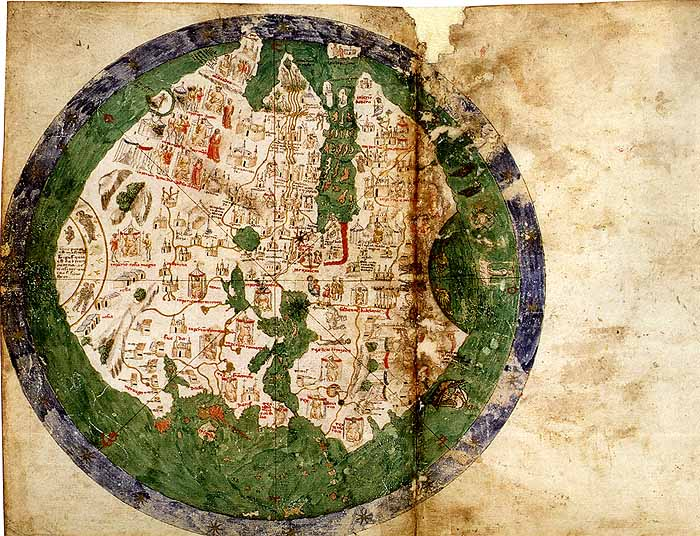
Andrea Biancos världskarta.

Andrea Bianco, nämnd sista gången 1459, var en venetiansk geograf.
Bianco är ryktbar för sin 1436 i koppar stuckna världskarta, på vilken två stora öar, kallade Antilla, förlagts till Atlantiska oceanen. Efter dem blev sedan Antillernas ögrupp uppkallad. Av kartan utgavs ett faksimile i Venedig 1870.